# Jaime de Almeida
Jaime de Almeida (São Fidélis, 28 de agosto de 1920 — Lima, 17 de maio de 1973) foi um futebolista e treinador brasileiro. 

## Carreira
Revelado pelo Sete de Setembro-MG, passou ao Atlético Mineiro, vindo para o Flamengo no início de 1941, ficando até 1950. No início da carreira, atuava como centromédio. Pouco depois de chegar ao Flamengo foi deslocado para a função de médio-esquerdo, na qual se consagraria. Foi também treinador do clube por várias passagens durante as décadas de 40 e 50, às vezes acumulando a função com a de jogador.
Pelo Flamengo, participou de 342 partidas e marcou 31 gols como jogador e de 69 como treinador. Também exerceu a função de supervisor durante o segundo tricampeonato do clube, em 1953, 1954 e 1955.
Capitão do Flamengo na conquista do tricampeonato carioca em 1942, 1943 e 1944, era atleta de comportamento exemplar, disciplinado e de jogo limpo, jamais tendo sido expulso de campo. Por este motivo, foi um dos primeiros a receber, em 24 de novembro de 1949, o prêmio Belfort Duarte.
Pela Seleção Brasileira, disputou os Campeonatos Sul-Americanos de 1942, 1945 e 1946 (extra), além da Copa Roca de 1945 (a qual conquistou) e da Copa Rio Branco de 1946. Disputou 15 partidas e marcou um gol, contra a Colômbia pelo Sul-Americano de 1945. Também foi por várias vezes capitão da seleção carioca no antigo Campeonato Brasileiro de Seleções dos anos 1940. 
Em 1961 foi trabalhar no futebol peruano, dirigindo o Alianza de Lima, um dos clubes mais populares do país. Foi campeão peruano em 1962, 1963 e 1965 comandando a equipe. Em 1966 promoveu a estreia do atacante Teófilo Cubillas, um dos maiores nomes do futebol do país em todos os tempos, na equipe profissional do Alianza. Depois, passaria a exercer a função de supervisor, assumindo interinamente o cargo de técnico em outras ocasiões.

## Morte
Morreu na capital peruana em 17 de maio de 1973, aos 52 anos, vitimado por uma trombose cerebral. 
Jaime era irmão da antropóloga Lélia Gonzalez e pai do também futebolista e treinador Jayme de Almeida.

## Títulos

### Jogador
Flamengo
- Campeonato Carioca: 1942, 1943 e 1944[3]
- Torneio Relâmpago do Rio de Janeiro: 1943
- Torneio Início do Rio de Janeiro: 1946
- Troféu Cezar Aboud (MA): 1948
- Troféu Embaixada Brasileira na Guatemala: 1949
- Troféu El Comite Nacional Olímpico da Guatemala: 1949
- Taça Cidade de Ilhéus (BA): 1950

Seleção Brasileira
- Copa Roca: 1945

### Treinador
Flamengo
- Torneio Quadrangular da Argentina: 1953

Alianza Lima
- Campeonato Peruano: 1962, 1963, 1965